# Вестпорт (Минесота)
Вестпорт (енгл. Westport) град је у америчкој савезној држави Минесота.

## Демографија
По попису из 2010. године број становника је 57, што је 15 (-20,8%) становника мање него 2000. године.
| Група             | 2000.       | 2010.      |
| Белци             | 72 (100,0%) | 46 (80,7%) |
| Афроамериканци    | 0 (0,0%)    | 2 (3,5%)   |
| Азијати           | 0 (0,0%)    | 0 (0,0%)   |
| Хиспаноамериканци | 0 (0,0%)    | 9 (15,8%)  |
| Укупно            | 72          | 57         |